# Franz Seraph Zwinck
Franz Seraph Zwinck (* 1748 in Oberammergau; † 1792 ebenda) war ein deutscher Lüftlmaler.
Auf ihn soll der Begriff der Lüftlmalerei zurückgehen. Unklar ist, ob diese Bezeichnung mit dem Namen seines Heimathauses „Zum Lüftl“ zusammenhängt oder entstand, weil der Maler seine Arbeit am Haus auch verrichtete, wenn’s „Lüftl“ ums Haus wehte.

## Werke
In einer kurzen Schaffensperiode schuf er eine Reihe von Hausmalereien, die insbesondere in Oberammergau und Mittenwald zu sehen sind. Die Bemalung des Pilatushauses in Oberammergau gehört zu seinen bekanntesten Werken. Um 1780 malte Zwinck drei Fresken im Langhausgewölbe der Pfarrkirche St. Georg in Bad Bayersoien, die Fresken an der Fassade des „Schulmeisterhauses“ in Unterammergau und das Deckenfresko in der Kapelle St. Josef in Wurmansau. In der Pfarrkirche St. Martin in Garmisch schuf er Freskobilder, die Kirche St. Johannes der Täufer in Grainau malte er 1782 aus. Seine offenbar letzte Arbeit schuf er 1792 in Bad Kohlgrub.

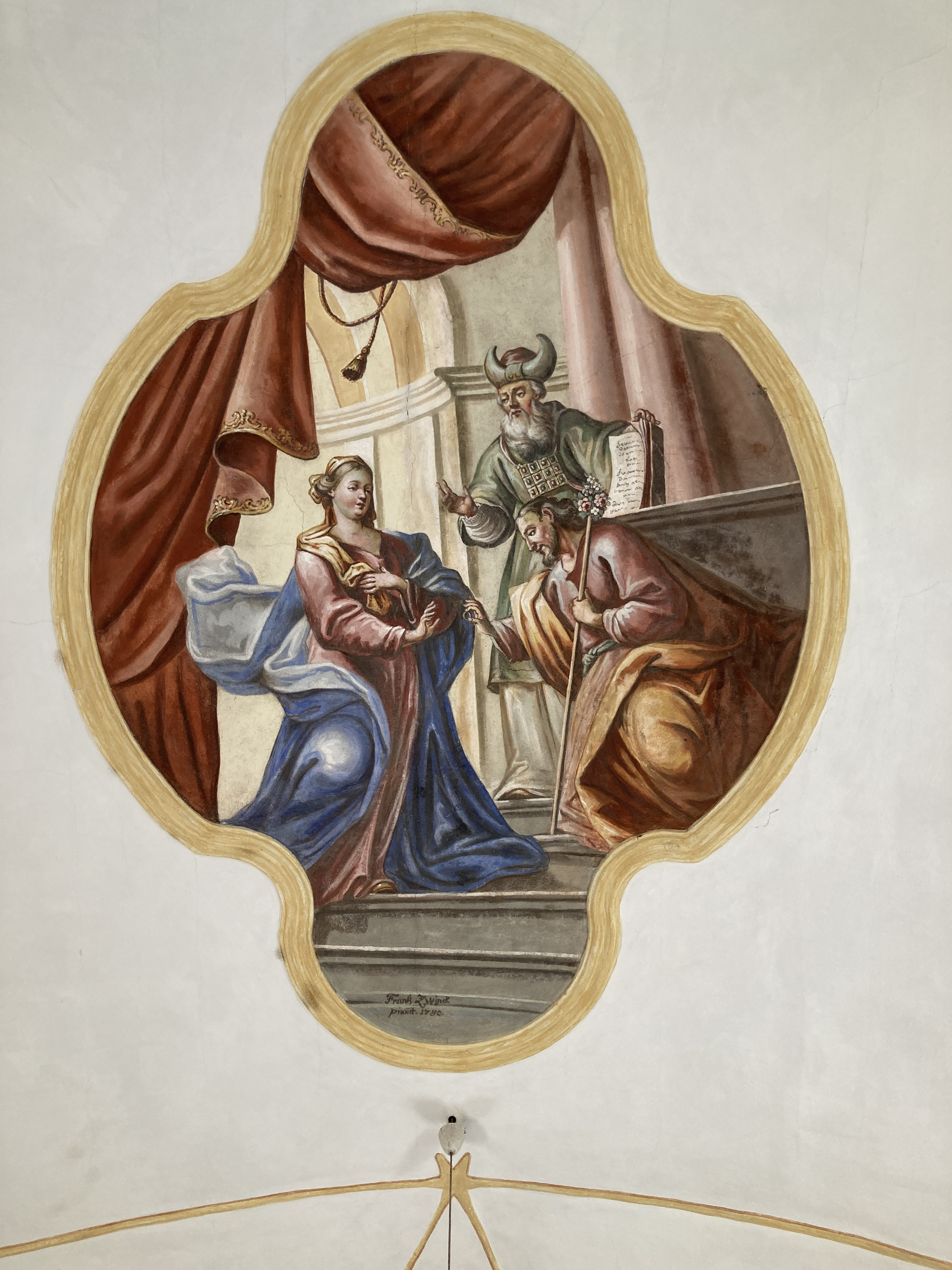
Deckenfresko von 1780 in der Kapelle St. Josef in Wurmansau, das den Hl. Josef und die Vermählung Mariens darstellt

## Bilder

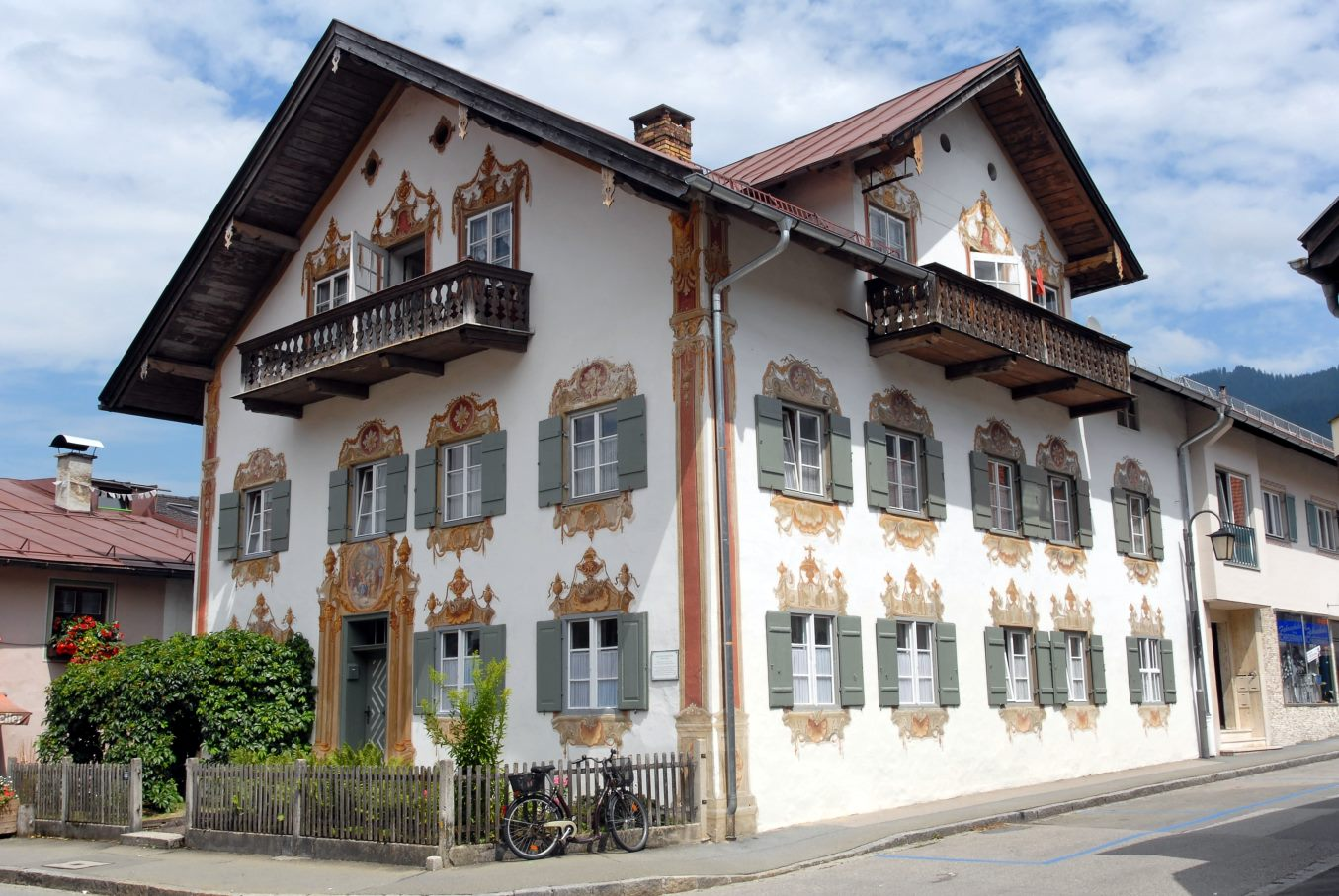
Oberammergau, Dorfstr. 43
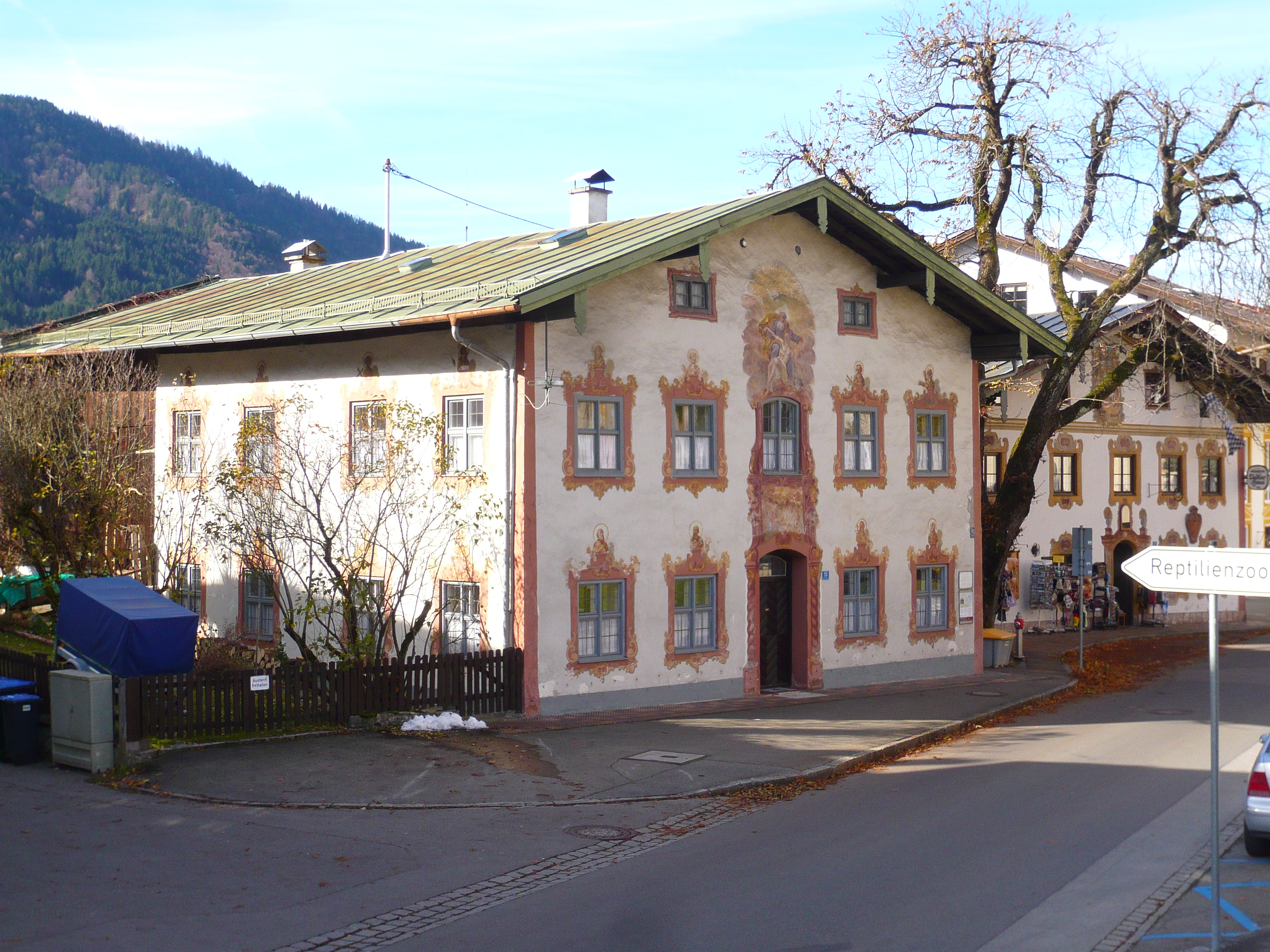
Oberammergau, Ettaler Str. 10
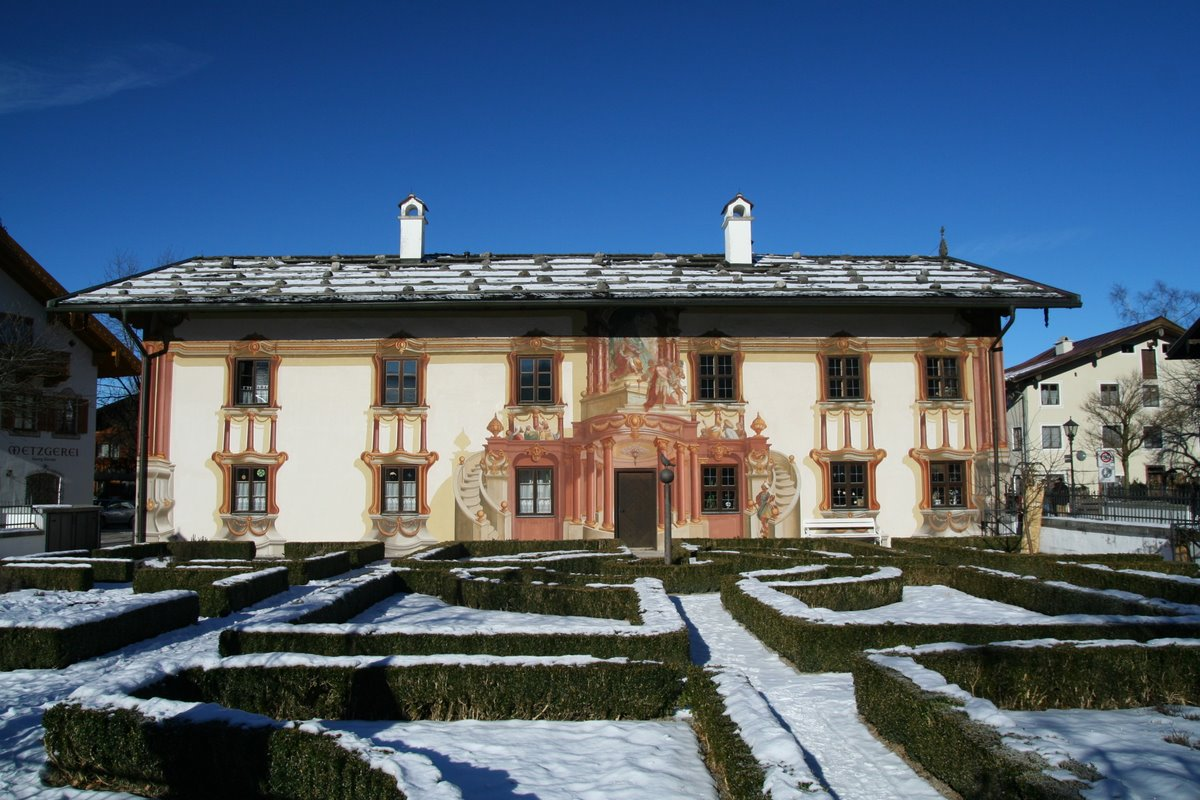
Oberammergau, Ludwig-Thoma-Str. 10 (Pilatushaus)
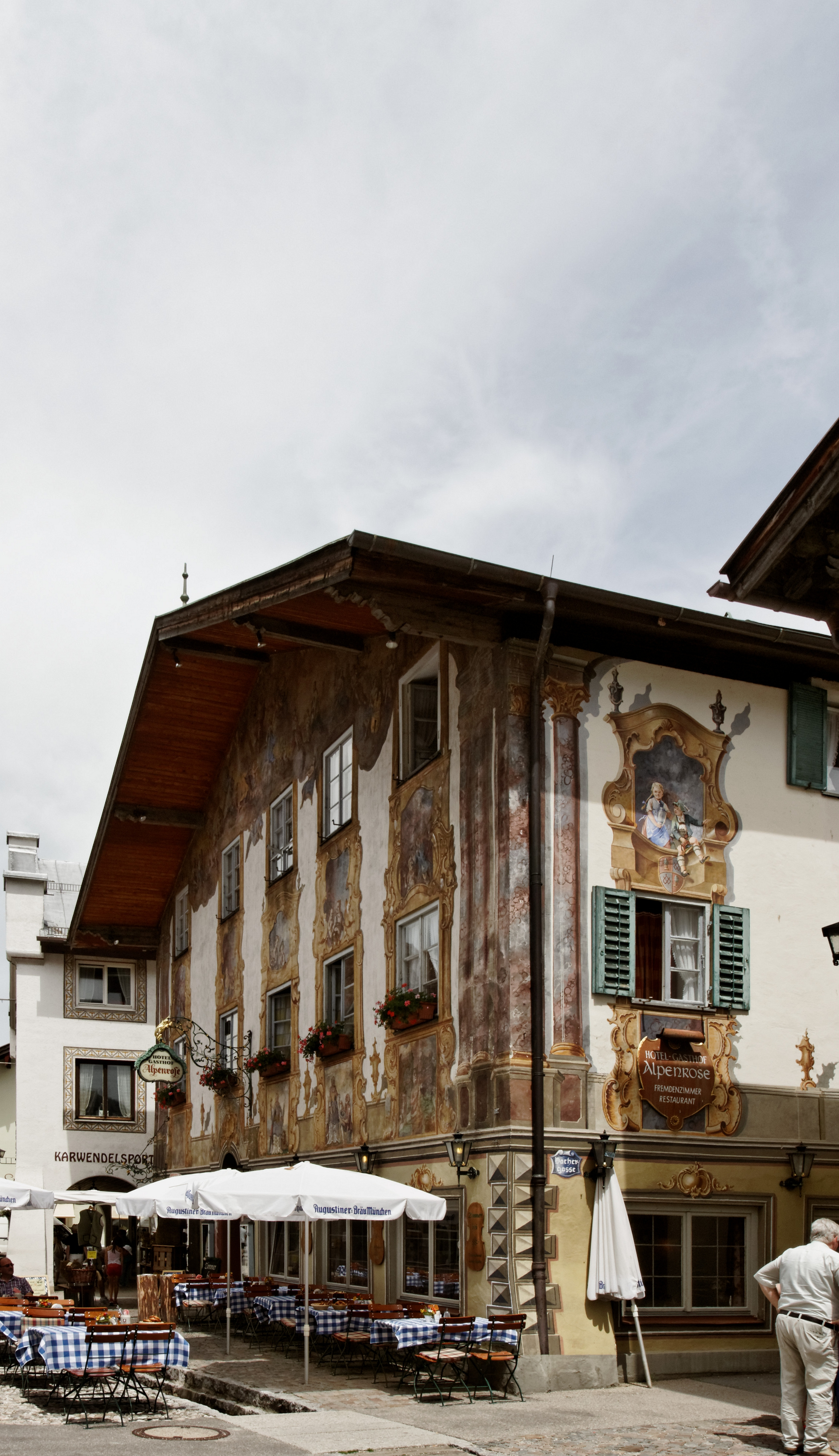
Mittenwald, Obermarkt 1
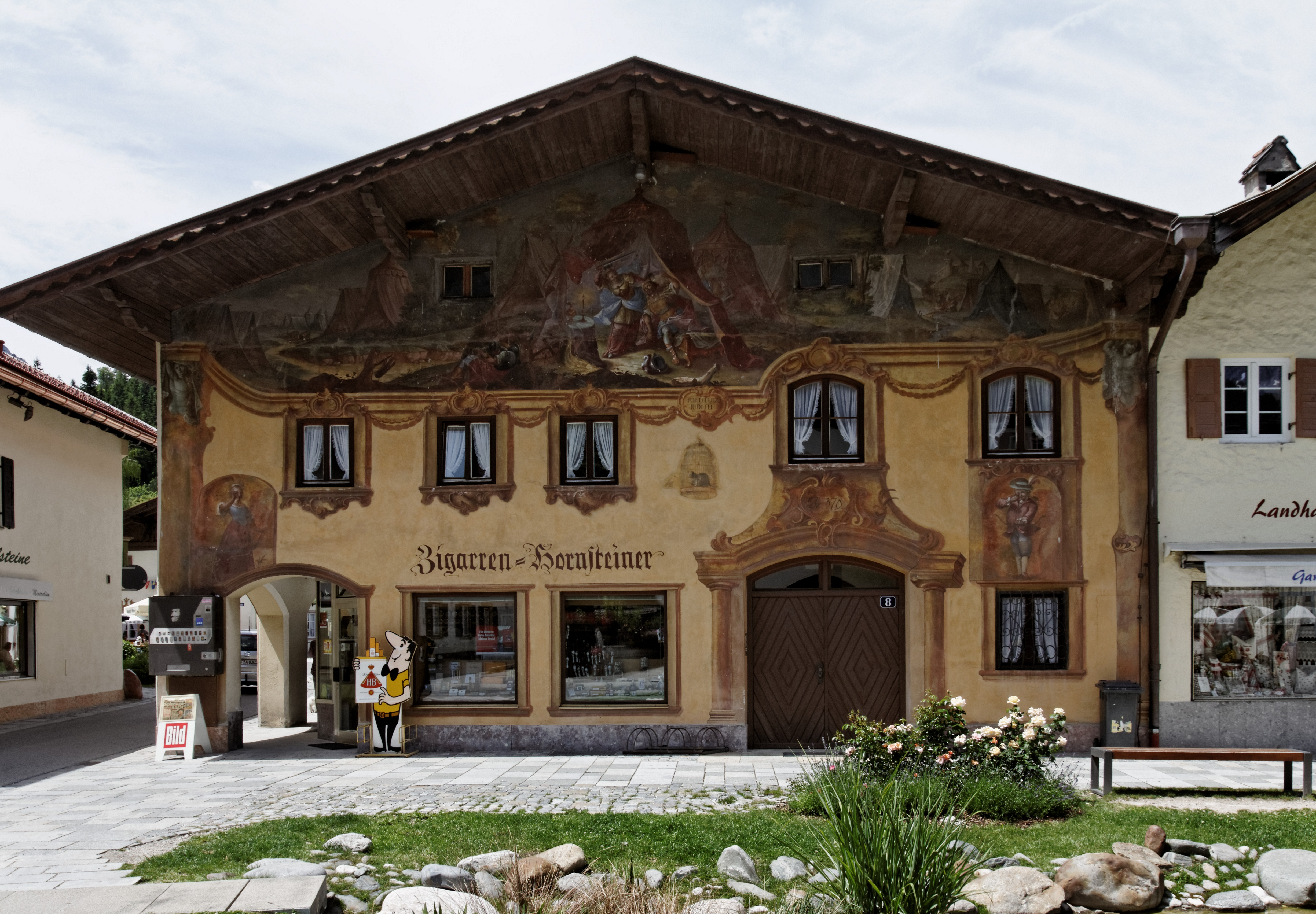
Mittenwald, Prof-Schreyoegg-Platz 8